# František Radkovský
František Radkovský (Třešť, 3 ottobre 1939) è un vescovo cattolico ceco, dal 12 febbraio 2016 vescovo emerito di Plzeň.

## Biografia
È nato il 3 ottobre 1939 a Třešť, nell'allora Protettorato di Boemia e Moravia. Ha studiato matematica alla facoltà di fisica dell'Università Carolina (1957-1962) e alla facoltà teologica "Santi Cirillo e Metodio" (1966-1970).
È stato ordinato presbitero il 27 giugno 1970. È stato cappellano a Mariánské Lázně e amministratore spirituale della parrocchia Esaltazione della Santa Croce a Františkovy Lázně.
Il 17 marzo 1990 è stato nominato da papa Giovanni Paolo II vescovo titolare di Aggar e ausiliare di Praga.
Ha ricevuto l'ordinazione episcopale il 7 aprile 1990 dal cardinale František Tomášek, arcivescovo di Praga, coc-onsacranti Jan Lebeda e Antonín Liška, entrambi vescovi ausiliari di Praga.
È stato segretario generale della Conferenza Episcopale (1990-1993) sin dalla nascita della Repubblica Federale Ceca e Slovacca (ČSFR) e lo è rimasto anche dopo la divisione fra Repubblica Ceca e Slovacchia.
Il 31 maggio 1993 è stato nominato dallo stesso papa Giovanni Paolo II primo vescovo della nuova diocesi di Plzeň. Ha preso possesso della diocesi il successivo 10 luglio.
Si è ritirato il 12 febbraio 2016.
Nel conferirgli la cittadinanza onoraria di Plzeň, il sindaco Pavel Rödl ha sottolineato il suo impegno nella costruzione di un centro di assistenza per anziani, un centro di accoglienza per i senzatetto e un centro di cura per stranieri.

## Onorificenze e riconoscimenti
- Cittadinanza onoraria di Plzeň (17 novembre 2009)[4]
- Cittadinanza onoraria di Třešť (30 settembre 2009)[5]

## Genealogia episcopale
La genealogia episcopale è:
- Cardinale Scipione Rebiba
- Cardinale Giulio Antonio Santori
- Cardinale Girolamo Bernerio, O.P.
- Arcivescovo Galeazzo Sanvitale
- Cardinale Ludovico Ludovisi
- Cardinale Luigi Caetani
- Cardinale Ulderico Carpegna
- Cardinale Paluzzo Paluzzi Altieri degli Albertoni
- Papa Benedetto XIII
- Papa Benedetto XIV
- Papa Clemente XIII
- Cardinale Marcantonio Colonna
- Cardinale Giacinto Sigismondo Gerdil, B.
- Cardinale Giulio Maria della Somaglia
- Cardinale Carlo Odescalchi, S.I.
- Cardinale Costantino Patrizi Naro
- Cardinale Lucido Maria Parocchi
- Papa Pio X
- Papa Benedetto XV
- Papa Pio XII
- Arcivescovo Saverio Ritter
- Cardinale Josef Beran
- Arcivescovo Josef Karel Matocha
- Cardinale František Tomášek
- Vescovo František Radkovský